# 拉斯特河
拉斯特河，位于中华人民共和国新疆维吾尔自治区阿勒泰地区吉木乃县境内，属于额尔齐斯河左岸的一条秃尾支流。发源于萨吾尔山北坡，自源头由西南向东北流，出山口后穿越南北长约8千米的拉斯特盆地和乌拉勒姜克斯套山与加曼阿德尔山之间约3千米的宽阔河谷，继而向北纵贯吉木乃县城。在县城以北河道分为两条汊河：东支流经约10千米，经乌拉斯特镇（原托普铁热克乡）喀拉苏村灌区后转向西北流；西支向北流12千米后也转向西北流，又流约3千米于阿克塔木村附近与东支汇合。两汊流汇合后，向西北流经吐尕力阿尕什村和阔克舍木村灌区东北边缘，之后向西北流约10千米后散失于库木托拜沙漠。特大洪水年份，少量洪水可穿越沙漠流入额尔齐斯河，一般年份县城以北河段均处于干涸状态。拉斯特河山口河长74千米，集水面积837.5平方千米。